# Gladiolus linearifolius
Gladiolus linearifolius är en irisväxtart som beskrevs av Vaupel. Gladiolus linearifolius ingår i släktet sabelliljor, och familjen irisväxter. Inga underarter finns listade i Catalogue of Life.